# 上毛野田道
田道（たぢ、生年不詳 - 仁徳55年）は、仁徳朝の武人。田道の氏姓に関して『日本書紀』には記述されないが、『新撰姓氏録』には田道公と表記され、姓は公とされる。

## 概要
仁徳53年に新羅が朝貢を怠ったため、まず兄の竹葉瀬を詰問使として遣わし、続いて田道が兵を率い遣わされ新羅の兵を撃破した。またその時、四つの邑の住民を捕虜とし連れ帰っている。
仁徳55年、蝦夷が反乱を起すと田道が遣わされるが敗れ伊峙水門（いしのみと）で戦死した。従者は田道が手に巻いていた遺品の玉を妻に与えた。妻は悲しみ縊死した。後に蝦夷が田道の墓を掘り起こすと、その中から大蛇が現れ次々と噛み付きほとんどの者が死亡したという。

## 神格化
蝦夷を討伐するために北方へ派遣された田道は、後に北海道や東北にて、開拓神として信仰されるようになった。
田道を祀る主な神社は以下の通りである。
- 猿賀神社
- 豊平神社
- 信濃神社

## 紙幣

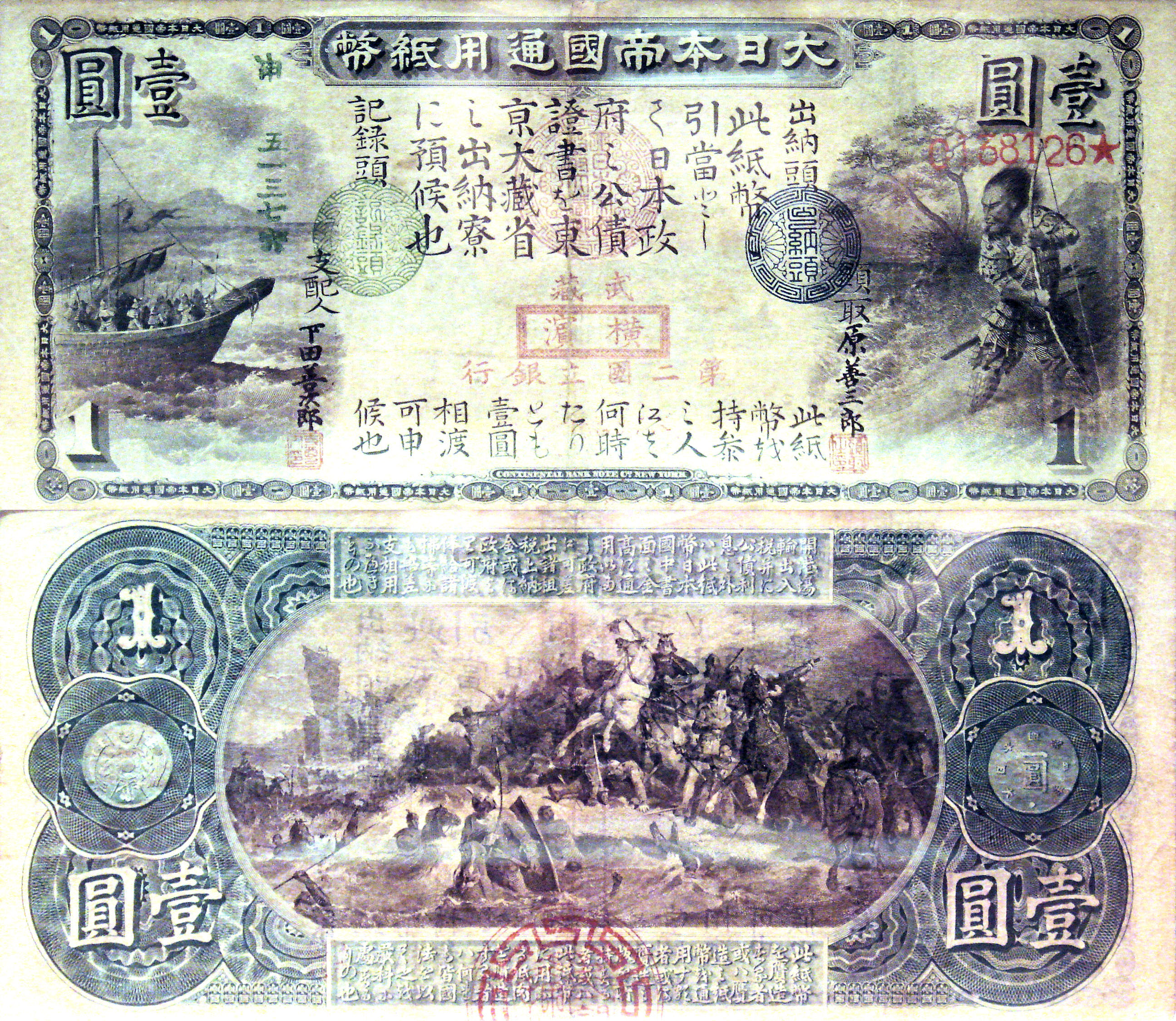
国立銀行が発行した兌換紙幣一円券（第二国立銀行発行）。表面（上段）の右に田道が描かれる。

1873年（明治6年）に発行開始された国立銀行紙幣の兌換一円券の表面右には、田道の図が描かれた。
なお、この紙幣の図柄については2種類の説が存在している。一説は上毛野田道が蝦夷の奇襲攻撃を受ける光景、もう一説は源為朝が工藤茂光の軍船を迎え撃つ光景とされる。ただし、海岸で大型の弓を構える上毛野田道（または源為朝）の表面右側の図柄については、胴体と比べて頭部が異常に大きく描かれており人物像としては異様な意匠となっている。

## 伝説
青森県平川市の猿賀神社や、宮城県石巻市の鳥屋神社には、田道に関する伝承が存在する。

## 系譜
『日本書紀』の記述に従えば、大荒田別命の子で竹葉瀬の弟となる。